# Lamki Chuha
Lamki Chuha (Nepali लम्की चुहा Lamki Chuha) ist eine Stadt (Munizipalität) im Distrikt Kailali (Nepal). 
Die Stadt entstand 2014 durch Zusammenlegung der Village Development Committees Baliya und Chuha. 
Lamki Chuha liegt im westlichen Terai Nepals. Die Karnali und deren rechter Flussarm Kauriala bilden die Ostgrenze von Lamki Chuha. Im Norden des Stadtgebiets erhebt sich eine Siwalikkette.
Das Stadtgebiet umfasst 115,3 km².
Die Fernstraße Mahendra Rajmarg verläuft durch Lamki Chuha.

## Einwohner
Bei der Volkszählung 2011 hatten die VDCs, aus welchen die Stadt Lamki Chuha entstand, 61.352 Einwohner.